# مثلثية الرأس
مثلثية الرأس هي حالة خلقية تتمثل بالاندماج المبكر للدرز الجبهي، ما يؤدي إلى جبهة مثلثية الشكل. يؤدي اندماج عظمين جبهيين إلى تقييد النمو العرضي وزيادة النمو الطولي. قد تحدث على شكل متلازمة، تنطوي على تشوهات أخرى، أو تكون معزولة. اشتُق المصطلح من الكلمة اليونانية تريغونون، بمعنى «مثلث»، وكيفالي، بمعنى «الرأس».

## السبب
قد تحدث مثلثية الرأس بشكل متلازمة أو تكون معزولة. ترتبط مثلثية الرأس بالمتلازمات التالية: متلازمة أوبيتز، متلازمة موينكي، متلازمة جاكوبسن، متلازمة بالير-جيرولد ومتلازمة ساي-ماير. تعد مسببات مثلثية الرأس غير معروفة غالبًا رغم وجود ثلاث نظريات رئيسية. يُرجح أن مثلثية الرأس حالة خلقية متعددة العوامل، لكن نظرًا للدليل المحدود على هذه النظريات، لا يمكن تأكيدها تمامًا.

### تشوه العظام الداخلي
تفترض النظرية الأولى أن منشأ الالتحام العظمي يكمن في خلل تشكل العظام في وقت مبكر من الحمل. يمكن أن تكون الأسباب جينية (طفرة في عامل نمو الأرومة الليفية 1، 9p22–24، 11q23، 22q11) أو استقلابية (استنزاف هرمون منبه الدرقية نتيجة خمول الغدة الدرقية) أو دوائية (الفالبروات في علاج الصرع).

### انحشار رأس الجنين
تقول النظرية الثانية أن الالتحام العظمي يبدأ عندما ينحشر رأس الجنين في مخرج الحوض أثناء الولادة.

### تشوه دماغي داخلي
تفترض النظرية الثالثة أن السبب الرئيسي للالتحام العظمي هو خلل في تشكل الدماغ من الفصين الجبهيين. يؤدي النمو المحدود للفصوص الجبهية إلى عدم وجود محفزات لنمو القحف، ما يؤدي إلى اندماج مبكر للدرز الجبهي.

## التشخيص
قد يتميز التشخيص بتشوهات نموذجية في الوجه والقحف.
العلامات المشاهَدة في مثلثية الرأس هي:
- جبهة مثلثة الشكل واضحة من المنظر العلوي ما يؤدي إلى صغر الحفرة القحفية الأمامية
- حرف في الخط المتوسط واضح ومجسوس
- تقارب ناجم عن نقص تنسج غربالي

تظهر تقنيات التصوير (تصوير مقطعي محوسب ثلاثي أبعاد، تصوير شعاعي، تصوير بالرنين المغناطيسي):
- طية علاية الموق في حالات محدودة
- محجرين عينيين دمعيي الشكل يتجهان نحو الخط المتوسط للجبهة (علامة «الراكون المتفاجئ») في الحالات الشديدة
- فرق التباين في التصوير الشعاعي بين الجمجمة الطبيعية والجمجمة المثلثة
- انحناء أمامي في الدرز الجبهي يُرى من المنظر الجانبي للقحف على الصورة الشعاعية
- منسب رأسي طبيعي (أقصى عرض للقحف/أقصى طول للقحف) ومع ذلك، يوجد قصور بين صدغي وتوسع بين جداري

لا يتأثر النمو النفسي العصبي دائمًا. تكون هذه التأثيرات مرئية فقط لدى نسبة صغيرة من الأطفال الذين يعانون من مثلثية الرأس أو غيرها من حالات الالتحام الدرزي.
تشمل العلامات النفسية العصبية:
- مشاكل في السلوك والكلام واللغة
- التخلف العقلي[21][22]
- اضطرابات النمو العصبية مثل اضطراب نقص الانتباه مع فرط النشاط والاضطراب المعارض المتحدي واضطراب طيف التوحد واضطراب السلوك.[23][24][25][26] وتُكشف الكثير من هذه الاضطرابات في سن المدرسة.[27]

## العلاج
العلاج جراحي مع الانتباه إلى الشكل والحجم. عادةً ما تُجرى الجراحة قبل سن الواحدة بسبب الإبلاغ عن تحقيق نتائج أفضل من الناحية الفكرية والسلوكية.

## النتائج

### جراحية
يبدو أن مثلثية الرأس هي أكثر أشكال تعظم الدروز الباكر تقيدًا بالجراحة. بسبب توحيد المناهج الجراحية الحالية، لا يوجد وفيات جراحية، والمضاعفات قليلة إلى معدومة. استئصال الدرز البسيط غير كافٍ في الوقت الحاضر لضبط قيود النمو المعقدة التي يسببها الالتحام العظمي الجبهي. من ناحية أخرى، تفسح تقنية التقديم وإعادة البناء الجبهي فوق الحجاجي و«تقنية الجبهة العائمة» مساحة كافية لنمو الدماغ وتؤدي إلى تشكيل محور أفقي حجاجي وحاجز فوق حجاجي طبيعيين. تعد تقنية التقديم وإعادة البناء الجبهي فوق الحجاجي الطريقة الأكثر استخدامًا في الوقت الحاضر. على مدى السنوات القليلة الماضية، زاد الاعتراف بعملية سحب الدشبذ تدريجيًا بفضل تأثيرها الإيجابي على التقارب. يبدو أن توسيع المسافة بين محجري العين باستخدام النوابض كان ناجحًا. مع ذلك، هناك نقاشات حول ما إذا كان هناك حاجة بالفعل إلى تصحيح التقارب. جذبت الجراحة التنظيرية الأقل بضعاً الانتباه منذ أوائل التسعينيات من القرن العشرين، ومع ذلك، كان لها قيود تقنية. بُذلت جهود لمحاولة تجاوز هذه القيود.

### تجميلية
تعد النتيجة التجميلية لجراحة الالتحام العظمي الجبهي جيدة بشكل متزايد وتقل مخاطر إعادة الجراحة عن 20%. في عام 1981، نصح أندرسون بأن الجراحات الوجهية القحفية لتصحيح التحام العظام يجب أن تكون واسعة النطاق حسب الضرورة بعد دراسة 107 حالات من الالتحام العظمي الجبهي والإكليلي. لا توفر الجراحة نتيجة طبيعية 100%، وتترافق في معظم الحالات مع مشاكل طفيفة. عادةً ما تُجرى إعادة الجراحة في الحالات الأكثر شدة (بما في ذلك متلازمة التحام العظم الجبهي). يصعب تصحيح التقارب والحفرة الصدغية: عادةً ما يبقى التقارب غير مصحح وتكون هناك حاجة لعملية ثانية لتصحيح الحفرة الصدغية.

### عصبية
لوحظت أعلى نسبة من المشاكل العصبية في التحام الدرز الوحيد لدى المرضى الذين يعانون من مثلثية الرأس. تُجرى الجراحة بشكل عام قبل سن الواحدة بسبب الإبلاغ عن تحقيق نتائج أفضل من الناحية الفكرية والسلوكية. يبدو أن الجراحة لا تؤثر على نسبة الوقوع العالية لاضطرابات النمو العصبي لدى المرضى الذين يعانون من التحام العظم الجبهي. تظهر الاضطرابات العصبية مثل نقص الانتباه مع فرط النشاط واضطراب طيف التوحد والاضطراب المعارض المتحدي واضطراب السلوك لدى المرضى الذين يعانون من مثلثية الرأس. عادةً ما ترتبط هذه الاضطرابات أيضًا بانخفاض نسبة الذكاء. يحدث نقص الانتباه مع فرط النشاط واضطراب طيف التوحد والاضطراب المعارض المتحدي بدرجة أعلى في الحالات التي تكون فيها نسبة الذكاء أقل من 85. ليس هذا هو الحال مع اضطراب السلوك الذي أظهر زيادة غير ملحوظة عندما تكون نسبة الذكاء أقل من 85.

### الوبائية
تتراوح نسبة وقوع التحام العظم الجبهي بين 1:700 و 1:15:000 مولود عالميًا (تختلف حسب البلد). تصيب مثلثية الرأس الذكور أكثر من الإناث وتتراوح من 2:1 إلى 6.5:1. وُجدت أسباب وراثية لالتحام العظم الجبهي منها 5.5% متلازمات محددة بشكل جيد. قد يلعب عمر الأم ووزن المولود الأقل من 2500 غ دورًا في حدوث مثلثية الرأس. تستند هذه البيانات إلى تقديرات ولا تقدم معلومات دقيقة.
يوجد مقال واحد فقط يعطي معلومات قيّمة وموثوقة فيما يتعلق بنسبة وقوع التحام العظم الجبهي في هولندا. أظهرت نسبة الوقوع في هولندا زيادة من 0.6 (1997) إلى 1.9 (2007) لكل 10000 ولادة حية.